# Revninge
Revninge er en by på Østfyn med 217 indbyggere  (2024), beliggende 18 km nordvest for Nyborg, 20 km øst for Odense og 4 km syd for Kerteminde. Byen hører til Kerteminde Kommune og ligger i Region Syddanmark.
Revninge hører til Revninge Sogn. Revninge Kirke ligger i den sydøstlige ende af byen.

## Faciliteter
Kertemindeegnens Friskole i Revninge er en af landets ældste friskoler, indviet i 1863. Den har ca. 255 elever i 1 spor på 0.-6. klassetrin, 2 spor på 7.-9. klassetrin og en enkelt 10. klasse, i alt 14 klasser med højest 22 elever i klassen.

## Historie
Revninge-kvinden er en 4,6 cm høj forgyldt kvindefigur i sølv fra vikingetiden. Den blev fundet på en mark ved Revninge i april 2014 og er udstillet på Vikingemuseet Ladby.

### Stationsbyen
I 1899 beskrives Revninge således: "Revninge (1441: Reffninge), ved Ullerslevvejen, med Kirke, Skole, Hospital (opr. 1736 af Margr. Levetzau, Enke efter Gehejmer. F. J. v. Dewitz til Frederiksgave, med et Hus til 8 fattige af Lundsgaards Gods), Forsamlingshus (opf. 1881), Teglværk og Telefonstation."
Revninge havde station på Odense-Kerteminde-Dalby Jernbane, der blev åbnet i 1900. I 1914 blev den forlænget til Martofte og kom til at hedde Odense-Kerteminde-Martofte Jernbane. Revninge Station havde et kombineret krydsnings- og læssespor med siderampe, dyrefold og stikspor til enderampe. Kertemindebanen blev nedlagt i 1966. Stationsbygningen er bevaret på Revninge Bygade 50.
Indtil begyndelsen af 1980'erne havde byen både brugs og bager. I starten af 1980'erne fik Revninge et af landets første biogasanlæg, men i 2005 gik energiselskabet konkurs med en gæld på 6,5 mio. kr. Naturgas Fyn overtog ledningsnettet, så andelshaverne nu forsynes med naturgas.

## Kendte personer
- Hjalmar Havelund (1915-2007), journalist og forfatter.